# El Idrissia
El Idrissia è un comune dell'Algeria, situato nella provincia di Djelfa.